# Neptis shania
Neptis shania är en fjärilsart som beskrevs av Evans 1924. Neptis shania ingår i släktet Neptis och familjen praktfjärilar. Inga underarter finns listade i Catalogue of Life.